# Narceoheterozercon ohioensis
Genre
Espèce
Narceoheterozercon ohioensis est une espèce d'acariens mesostigmates de la famille des Heterozerconidae, la seule du genre Narceoheterozercon.

## Distribution
Cette espèce a été découverte sur le myriapode Narceus annularis en Ohio aux États-Unis.

## Publication originale
- Gerdeman & Klompen, 2003 : A new north American heterozerconid, Narceoheterozercon ohioensis n. g., n. sp., with first description of immatures of Heterozerconidae (Acari: Mesostigmata). International Journal of Acarology, vol. 29, n. 4, p. 351-370 (texte intégral).